# Goldregen (Pflanze)
Goldregen (Laburnum), auch Bohnenbaum, Goldrausch oder Gelbstrauch genannt, ist eine Pflanzengattung aus der Unterfamilie der Schmetterlingsblütler (Faboideae) in der Familie der Hülsenfrüchtler (Fabaceae). Der Indische Goldregen dagegen gehört zur Gattung der Kassien (Cassia).
Der Gemeine Goldregen (Laburnum anagyroides), auch Gewöhnlicher Goldregen genannt, ist aufgrund seiner gelben Blütenpracht ein beliebter Zierstrauch. 
Er wurde 2012 zur Giftpflanze des Jahres gewählt. Für Kinder kann bereits eine recht kleine Dosis der schotenförmigen Samenstände tödlich sein.

## Beschreibung

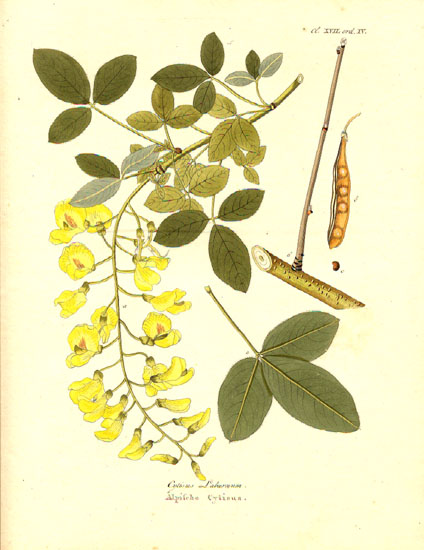
Illustration von Gemeiner Goldregen (Laburnum anagyroides)

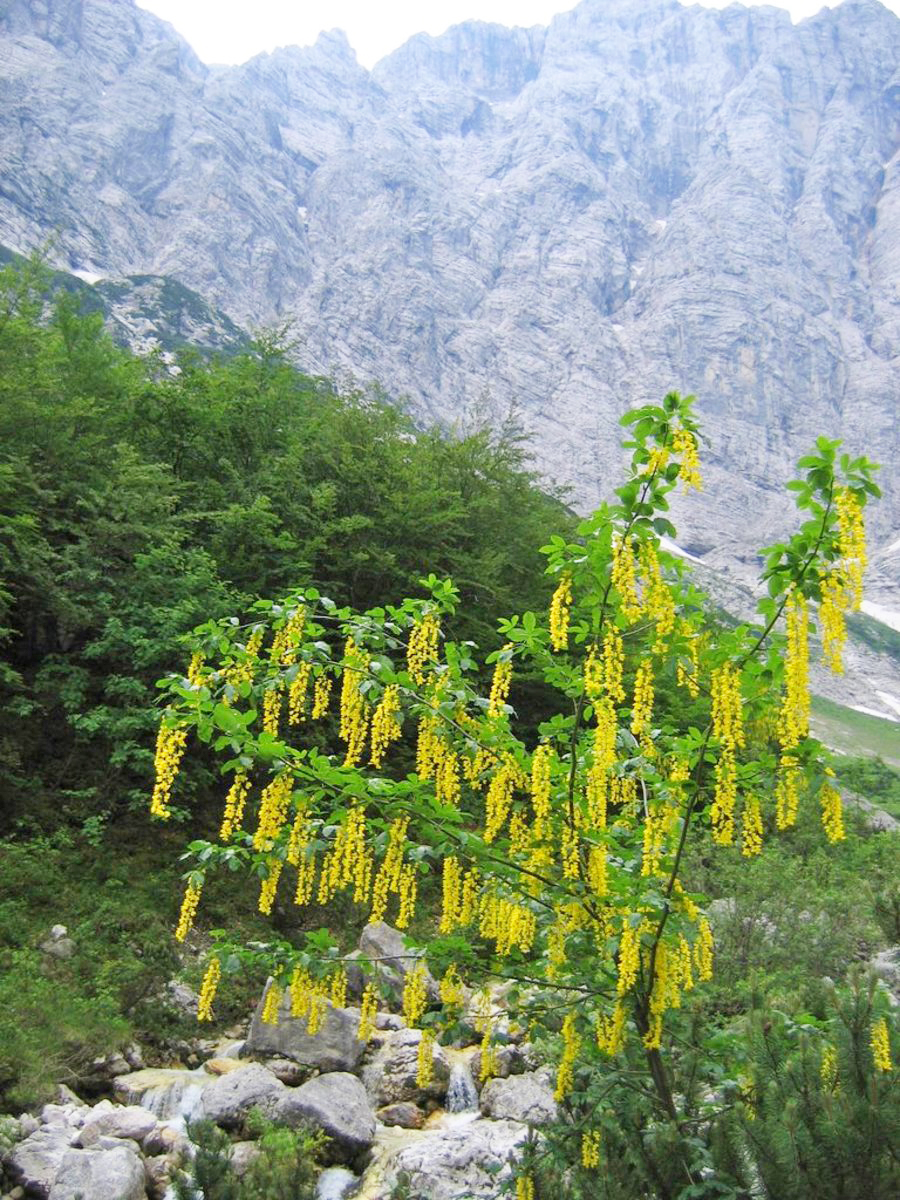
Alpen-Goldregen (Laburnum alpinum)

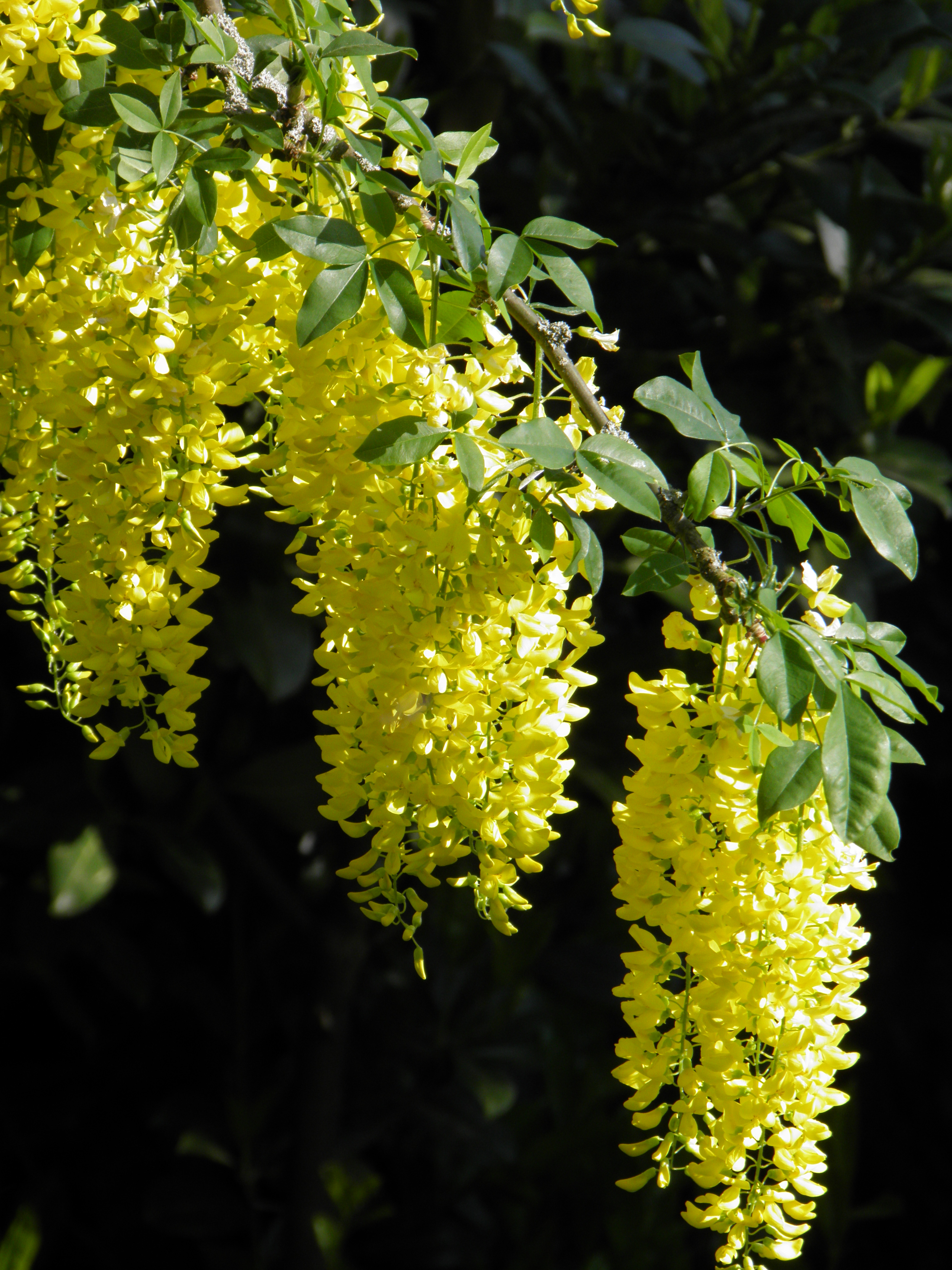
Blütenstand des Gewöhnlichen Goldregens

Der Goldregen bildet im Mai und Juni unzählige Schmetterlingsblüten aus, die den Zierstrauch leuchtend gelb erstrahlen lassen. Die Blüten sind etwa zwei Zentimeter lang und hängen in zehn bis 30 Zentimeter langen Trauben. Daraus entwickeln sich bohnenartige, etwa sechs bis acht Zentimeter lange Hülsen mit braunen Samen, daher auch der Name Bohnenbaum. Der sommergrüne bis sieben Meter hohe Strauch oder Baum kommt in Süd- und Südosteuropa in freier Natur vor. In Mitteleuropa ziert er fast ausschließlich Gärten und Parkanlagen. Die Sträucher sind leicht zu kultivieren. Sie stellen keine besonderen Ansprüche an Boden und Klima und sind winterhart. Goldregen wird selten verwildert angetroffen.

### Vegetative Merkmale
Goldregen-Arten sind Sträucher oder kleine Bäume, die eine Wuchshöhe von 5 bis 6 Metern erreichen. Sie haben dornenlose Zweige. 
Die wechselständigen Laubblätter sind langgestielt und dreiteilig gefiedert. Sie sind schmal-eiförmig bis schmal-elliptisch, 3–8 cm lang, am Ende zugespitzt oder stumpf und an der Basis keilförmig verschmälert oder abgerundet. Die Nebenblätter sind klein.

### Generative Merkmale
Die seiten- oder pseudoendständigen, hängenden, langen, einfachen, traubigen Blütenstände enthalten Tragblätter, winzige Deckblätter und viele Blüten. 
Die zygomorphen Blüten sind zwittrig und fünfzählig. Der Kelch ist leicht zweilippig. Es sind typische Schmetterlingsblüten. Bei den fünf gelben Kronblättern ist das Schiffchen kleiner als die Flügel; die Fahne ist ei- bis kreisförmig. Der Fruchtknoten enthält viele Samenanlagen. Der glatte Griffel endet in einer Narbe.
Die erst grüne, bei Reife dunkelgrüne bis braune und bohnenähnliche Hülsenfrucht enthält viele Samen und ist zwischen den Samen leicht eingeschnürt. Die dunkelbraunen bis schwarzen Samen sind flach.

## Giftigkeit
Beide Arten des Goldregens enthalten das Gift Cytisin. Der Alpen-Goldregen enthält zusätzlich vor allem in den Blättern auch das Gift Ammodendrin.
Goldregen ist besonders für Kinder gefährlich, da seine Samen in Hülsen ausgebildet werden, die mit Erbsen und Bohnen verwechselt werden können. Die tödliche Dosis liegt bei Kindern etwa bei drei bis fünf Hülsen (zehn bis fünfzehn Samen). Die Wirkung der Gifte ist tückisch, denn sie wirken in der ersten Phase erregend auf das Zentralnervensystem, dann kippt dies allerdings ins Gegenteil und lähmt den Betroffenen. Während der ersten Stunde nach dem Konsum treten die üblichen Abwehrreaktionen des Körpers ein: Brennen im Mund- und Rachenraum, starker Durst, Erbrechen, Magenkrämpfe und eine erhöhte Körpertemperatur. Im weiteren Verlauf wird von Erregungszuständen und Delirium gesprochen. Die Pupillen weiten sich, es treten Muskelkrämpfe auf, die bei einer tödlichen Dosis in einer vollständigen Körperlähmung gipfeln können. Der Tod tritt schließlich durch Atemlähmung ein.
Der Goldregen gehört zu den Pflanzen, mit denen sich die Giftinformationszentralen am häufigsten beschäftigen müssen. Er enthält viele giftige Alkaloide, vor allem das stark giftige Cytisin. Es ist in allen Pflanzenteilen enthalten, besonders konzentriert in den Samen. 
Es ist angeraten, die Kinder und Erzieher über die Giftigkeit aufzuklären, wenn die Pflanzen in der Nähe von Kinderspielplätzen und Schulhöfen zu finden sind, denn Kinder, die nicht wissen, dass die Pflanze giftig ist, können sich schnell vergiften, wenn sie mit den Samen spielen, sie zerkauen und verschlucken oder an den auffälligen Blüten lutschen.

## Nutzung
Der ursprünglich aus dem Süden Europas stammende, kleine Baum wird aufgrund seiner dekorativen gelben Blütentrauben bereits seit Jahrhunderten als Zierpflanze kultiviert.
Die Goldregen-Sorten stellen an das Klima und den Boden wenig Ansprüche. Sie blühen üppig von April bis Juni und sind in Parkanlagen und Gärten häufig als Ziergehölz zu finden.
Die Blätter des Goldregens wurden in der Vergangenheit als Tabakersatzstoff verwendet. Da die im Goldregen enthaltenen Stoffe kein Suchtpotential haben und dennoch der Wirkung von Nicotin ähneln, werden cytisinhaltige Stoffe vertrieben, die der Raucherentwöhnung dienen.

## Systematik
Die Gattung Laburnum wurde 1759 durch Philipp Conrad Fabricius in Enumeratio Methodica Plantarum, S. 228 aufgestellt. Ein Homonym ist Laburnum Medik. veröffentlicht in Vorles. Churpfälz. Phys.-Öcon. Ges., 2, 1787, 362.
Die Gattung Laburnum gehört zur Tribus Genisteae in der Unterfamilie der  Schmetterlingsblütler (Faboideae) innerhalb der Familie der  Hülsenfrüchtler (Fabaceae).
Die Gattung Laburnum enthält nur zwei Arten:
- Alpen-Goldregen (Laburnum alpinum (Mill.) Bercht. & J.Presl, Syn.: Cytisus alpinus Mill.): Er ist in Europa beheimatet. Ein daraus gewonnener Extrakt wurde in der Kriminalistik zum Nachweis der Blutgruppe 0 genutzt.[9]
- Gemeiner Goldregen (Laburnum anagyroides Medik., Syn.: Cytisus laburnum L., Laburnum vulgare J.Presl)

Daneben gibt es noch eine Hybride aus diesen beiden Arten:
- Hybrid-Goldregen (Laburnum × watereri (Wettst.) Dippel)

## Andere Pflanzen
Häufig wird auch die Forsythie im Volksmund fälschlicherweise als Goldregen bezeichnet.